# サン・ビセンテ・デル・ラスペイグ
サン・ビセンテ・デル・ラスペイグ（スペイン語 : San Vicente del Raspeig）またはサン・ヴィセン・デル・ラスペッチ（バレンシア語 : Sant Vicent del Raspeig, IPA： [sam viˈsɛn deɫ rasˈpetʃ]）は、スペイン・バレンシア州アリカンテ県のムニシピ（基礎自治体）。公式名は二言語の名称をスラッシュで連結したSan Vicente del Raspeig/Sant Vicent del Raspeig。

## 地理
アリカンテ都市圏を構成する都市であり、アリカンテ県の県都アリカンテから北東に約10キロメートル離れている。アリカンテとサン・ビセンテは都市間が連続して都市化されており、レンフェ（スペイン国鉄）のセルカニアス・ムルシア/アリカンテやバレンシア公営鉄道(FGV)のアリカンテ・トラムで相互に往来が容易である。
水源に乏しく、季節によって水が流れるガリ程度しかない。加えて、農地に適するほど肥沃な土壌は村落の近くを除いてわずかである。
乾燥した地中海性気候で、1月の平均気温は摂氏11℃、7月・8月の平均気温は摂氏25℃である。一方降雨量は年間通して不均一に降り、年間340mmを超えない。
樹木の植生に乏しく、穀物や、農場でマツが見られる程度である。イネ科のグラスやローズマリーなど雑草が、非耕地に生い茂っている。

## 歴史
イベリア人、ローマ属州ヒスパニア、アラブ占領時代のサン・ビセンテに関する研究記録は何も残っていない。少なくとも17世紀以降、プラ・デ・ラ・オリベラ、エル・ラスペイグの2つの村が確認された。
サン・ビセンテとは、エル・ラスペイグで説教を行ったことのある中世の聖人、聖ビセンテ・フェレールにちなんでいる。その後エル・ラスペイグは礼拝堂を中心に発展していき、サン・ビセンテ・デル・ラスペイグを名乗るようになった。1848年にはアリカンテより分離して独立した自治体となった。1858年、マドリード＝アリカンテ間の鉄道が開通しサン・ビセンテにも到達した。これによってアリカンテ港に近くなり、サン・ビセンテで作られた一部の製品に輸出の道が開けた。1873年から1878年にかけて、アリカンテからアゴスト、イビへ向かう道路が開通。1905年にはアリカンテ・トラムが開通し、1924年には電化された。これにより、タイル、セメント、石膏といった建設資材の工場がセン・ビセンテにでき、その後家具工場ができた。19世紀後半から20世紀初頭にかけ、サン・ビセンテはソリア・イ・マータの線状都市理論（Ciudad lineral）による都市化を経験した。
スペイン第二共和政時代からスペイン内戦期、都市はフランス革命暦の第8月にちなみ、フロレアル・デル・ラスペイグ（Floreal del Raspeig）と改名されていた。1960年代以降、バレンシアーナ・デ・セメントスのセメント工場（現在セメックス傘下）や家具工場の好調で人口が大幅に増加した。1979年には州立大学のアリカンテ大学がサン・ビセンテで開校した。1991年、バレンシア語がサン・ビセンテの準公用語と認定され、自治体の公式名にバレンシア語のSant Vicent del Raspeigが併記されて、二言語の名称をスラッシュで連結したSan Vicente del Raspeig/Sant Vicent del Raspeigとなった。

## 経済
サン・ビセンテはあらゆる種類のビジネスを含む業界が存在する一方で、アリカンテ都市圏のベッドタウンでもある。また、学生数約28,000人を擁する州立のアリカンテ大学の本部を抱えている。
かつては農業が経済の大黒柱であったが、現在は住宅地所や工業団地が優先され、穀物畑は背景に押しやられた。唯一パルティダ・ラスペイグにて伝統的な農業が行われている。この地区は農業保護区として大規模農業が実践されており、特にトマトやイチジクの農園がある。

## 交通
- 道路 : AP-7、A-70、A-77
- 鉄道 : セルカニアス・ムルシア/アリカンテ（スペイン語版）のセントロ・デ・サン・ビセンテ駅。アリカンテ・トラム（スペイン語版）。

## 姉妹都市
- ローヌ＝アルプ地域圏イゼール県リル＝ダボー（フランス語版）、フランス